# Uwe Karst
Uwe Karst (* 8. Mai 1965 in Münster) ist ein deutscher Chemiker und Professor für Anorganische und Analytische Chemie an der Universität Münster.
Nach dem Abitur am Wilhelm-Hittorf-Gymnasium studierte Karst ab 1985 in Münster Chemie mit dem Diplom 1990 und der Promotion bei Karl Cammann 1993. Dazwischen war er 1991 wissenschaftlicher Assistent an der University of North Carolina at Chapel Hill bei R. M. Wightman. Als Post-Doktorand war er bei R. E. Sievers an der University of Colorado Boulder. Er habilitierte sich 1998 in Münster und war ab 2001 Professor für Analytische Chemie an der Universität Twente. Seit 2005 ist er Professor für Analytische und Anorganische Chemie in Münster (Nachfolger von Karl Cammann).
Er befasst sich unter anderem mit Nanopartikeln (Fluoreszenz-Label), der Online-Kopplung von Techniken der Elektrochemie, Flüssigchromatographie und Massenspektrometrie in der Analytischen Chemie, dem Nachweis von Gadolinium-Anreicherung in biologischem Gewebe (als Folge der Nutzung als Kontrastmittel in MRI mit Folgen bis zu Nierenversagen), Spezies-Analyse und Entwicklung von Techniken der Atomspektroskopie dazu.
1999 erhielt er den Fachgruppenpreis Analytische Chemie der Gesellschaft Deutscher Chemiker und 2009 den Fresenius-Preis. Er ist Mitglied im DFG-Fachkollegium Analytische Chemie.